# Meissa
Meissa, známá také jako Lambda Orionis (λ Orionis), je výrazná hvězda v souhvězdí Orionu. Nachází se ve vzdálenosti přibližně 1300 světelných let od Slunce a tvoří hlavu Orionovy postavy. Se zdánlivou hvězdnou velikostí 3,33 je jednou z jasnějších hvězd v této oblasti.

## Název
Jméno Meissa pochází z arabského výrazu Al-Maisan, což znamená „zářivá“. Původně tento název označoval hvězdu Alhena (γ Geminorum), ale později byl omylem přiřazen k Lambda Orionis. 
Další jméno Heka vychází z arabského Al-Hakah, což bylo označení pro lunární stanici zahrnující Meissu a hvězdu Phi Orionis.

## Fyzikální vlastnosti
Meissa je obří hvězda spektrální třídy O8 III s hmotností přibližně 34 hmotností Slunce a poloměrem asi 13krát větším než Slunce. Její povrchová teplota dosahuje přibližně 35 000 K, což jí dodává charakteristickou modrou barvu. Meissa vyzařuje především v ultrafialové části spektra a její celková svítivost činí asi 200 000krát více než Slunce.
Hvězda je zdrojem rentgenového záření, pravděpodobně generovaného intenzivním hvězdným větrem. Tento vítr odnáší hmotu tempem přibližně 2,5×10−8 hmotností Slunce ročně.

## Dvojhvězda
Meissa je dvojhvězda. Druhou složkou systému je hvězda hlavní posloupnosti spektrální třídy B0 V se zdánlivou hvězdnou velikostí 5,6. Tato složka se nachází ve vzdálenosti 4,4 ″ od hlavní hvězdy. Kromě toho systém obsahuje třetí složku, hvězdu třídy F8 V, která pravděpodobně obíhá ve větší vzdálenosti.

## Mlhovina
Meissu obklopuje kruhová mlhovina o průměru přibližně 12 stupňů, která je pravděpodobně pozůstatkem dávné supernovy. Mlhovina je ionizována ultrafialovým zářením z Meissy a okolních horkých hvězd.

## Hvězdokupa
Meissa je dominantní hvězdou mladé hvězdokupy známé jako λ Orionis nebo Collinder 69. Tato oblast je stará přibližně 5 milionů let a je významnou oblastí formování hvězd. Okolní plynný prstenec mohl vzniknout explozí supernovy, která mohla být společníkem Meissy. Potenciálním kandidátem na tento pozůstatek je neutronová hvězda Geminga, i když její vzdálenost od hvězdokupy tuto teorii zpochybňuje.